# NGC 4426
NGC 4426 је двојна звезда у сазвежђу Береникина коса која се налази на NGC листи објеката дубоког неба.
Деклинација објекта је + 27° 50' 22" а ректасцензија 12h 27m 10,5s. Привидна величина (магнитуда) објекта NGC 4426 износи 11,9. NGC 4426 је још познат и под ознакама NGC 4427.